# Darren Monahan
Darren Monahan (...) è un autore di videogiochi statunitense.
È un Chief Information Officer di Obsidian Entertainment.

## Biografia
Darren lavora nell'industria dei videogiochi da 10 anni, un tempo come 
collaboratore della Interplay, senior producer di Black Isle Studios, manager di Quality Assurance, e programmatore di molti titoli di Interplay. Come produttore Darren ha gestito lo sviluppo interno ed esterno di sei prodotti pubblicati, come le serie Icewind Dale e Baldur's Gate.